# 下草坔慈興宮

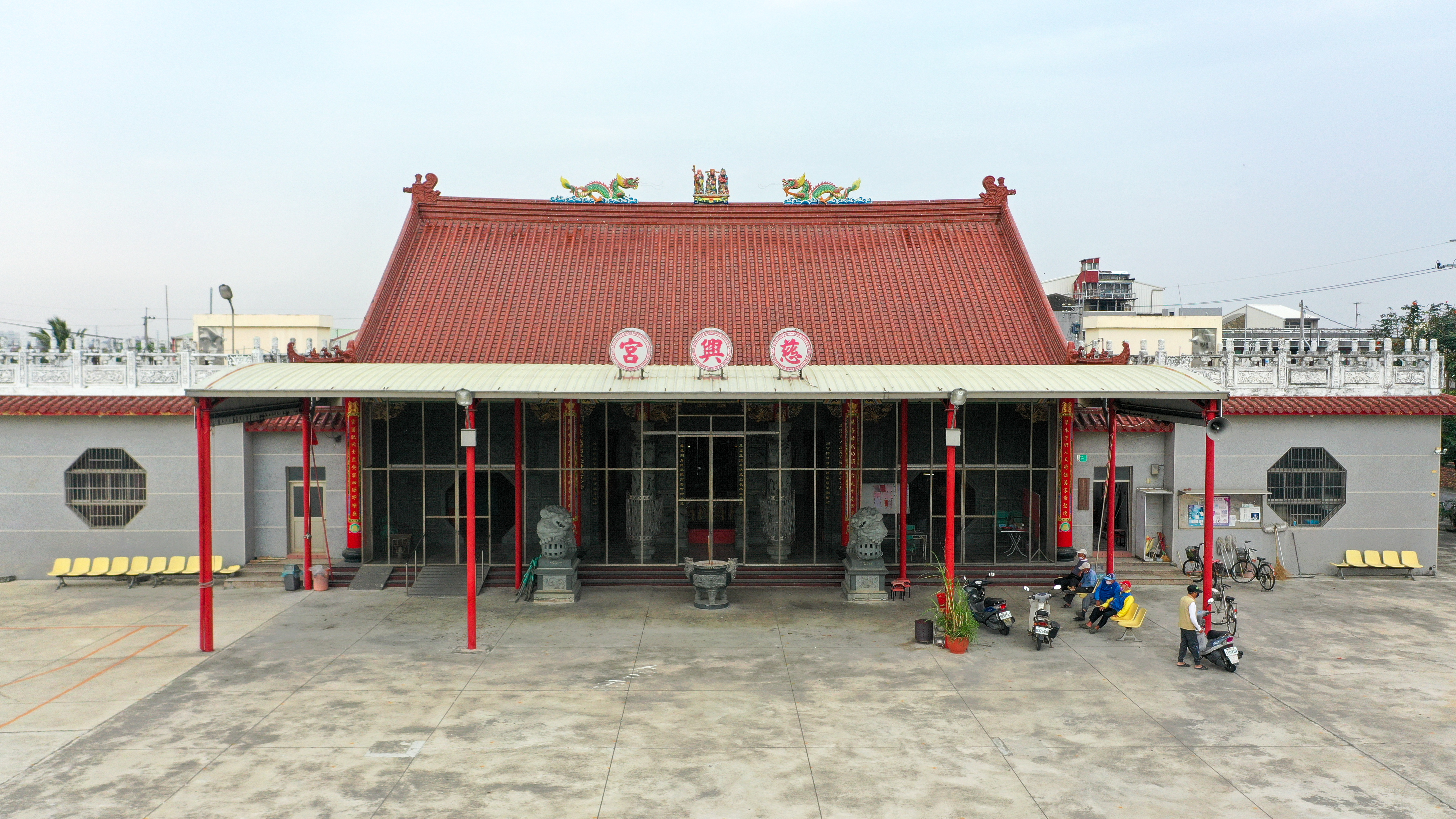
下草坔慈興宮

慈興宮是臺灣臺南市學甲區草坔庄頭內的一間廟宇，主祀為謝府元帥，陪祀神祇有菩薩祖師、保生大帝、大虎、五元帥、池府千歲、西天二媽、南海三媽、二虎等。其為傳統學甲十三庄草坔庄頭中下草坔聚落的角頭廟，在學甲慈濟宮代表選舉屬東南郊區，也因同為十三庄47角頭之一，所以也是學甲慈濟宮上白礁謁祖與學甲刈香的基本參與廟宇之一。
行政位置在日人佔據臺灣時期，曾經與同庄頭中的中草坔合為宅仔港五保，惟臺灣光復後兩聚落又分屬不同行政單位，中草坔規劃為美和里民而下草坔則屬美豐里。直到2004年內政部核定調整原學甲鎮行政區域，於是在2006年2月1日學甲實施行政區域調整，新的行政規劃將美豐里與美和里合併並定名為豐和里，雖2010年臺南實施縣市合併，惟豐和里因其轄區面積範圍過大，故而未再進行調整，故慈興宮目前位於豐和里境內。

## 建廟沿革
下草坔慈興宮主祀神祇並非一開始便奉祀於此聚落，乃溯自清代雍正年間（1723年至1735年間）有學甲賴姓先祖承宗公，自福建省泉州府南安縣內芝鄉溪仔尾二十五都迎請謝府四元帥金身，只是渡海來臺之初先是奉祀於馬沙溝，其後再次遷居於學甲溪仔墘角，當時又一併隨族人入庄。只是在之後，又有賴姓裔孫的部份族人徙居到下草坔定居，也因而時常前來奉迎四元帥神尊駐香，在1926年時為方便二庄都有元帥的神尊祀奉，才由溪仔墘耆老賴華公與下草坔的賴氏宗親們議定，將謝府四元帥金身及黑令旗供奉於下草坔，而香爐、鯊魚寶劍及黑虎大將軍等留於溪仔墘，並奉請謝府四元帥的香火，另雕塑謝府五元帥金身留在原族人棲地溪仔墘。
為符合政府法規與方便廟務管理之需，慈興宮於1969年時成立管理委員會，並且在兩年後即1971年搭建慈興宮的建廟籌備委員會，而籌備處同時就是廟宇建造時神祇的簡易行宮，此時廟方也將庄內所有的神像集中於行宮中供信眾與庄民參拜。行宮形式的參拜方式歷經了28年，此時行宮的一些結構也已經有老舊現象，每逢雨天時室內不時有漏水情形發生，此外，建廟款項在28的籌募後也稍足夠重蓋新廟的動工款。於是在1999年八月拆除並於同地興建新廟，數月後新廟終於在同年12月完工，並即恭請謝府元帥、菩薩祖師、保生大帝、大虎、五元帥、池府千歲、西天二媽、南海三媽、二虎等神祇，行入火安座儀式後鎮守護佑四方。

## 軼事

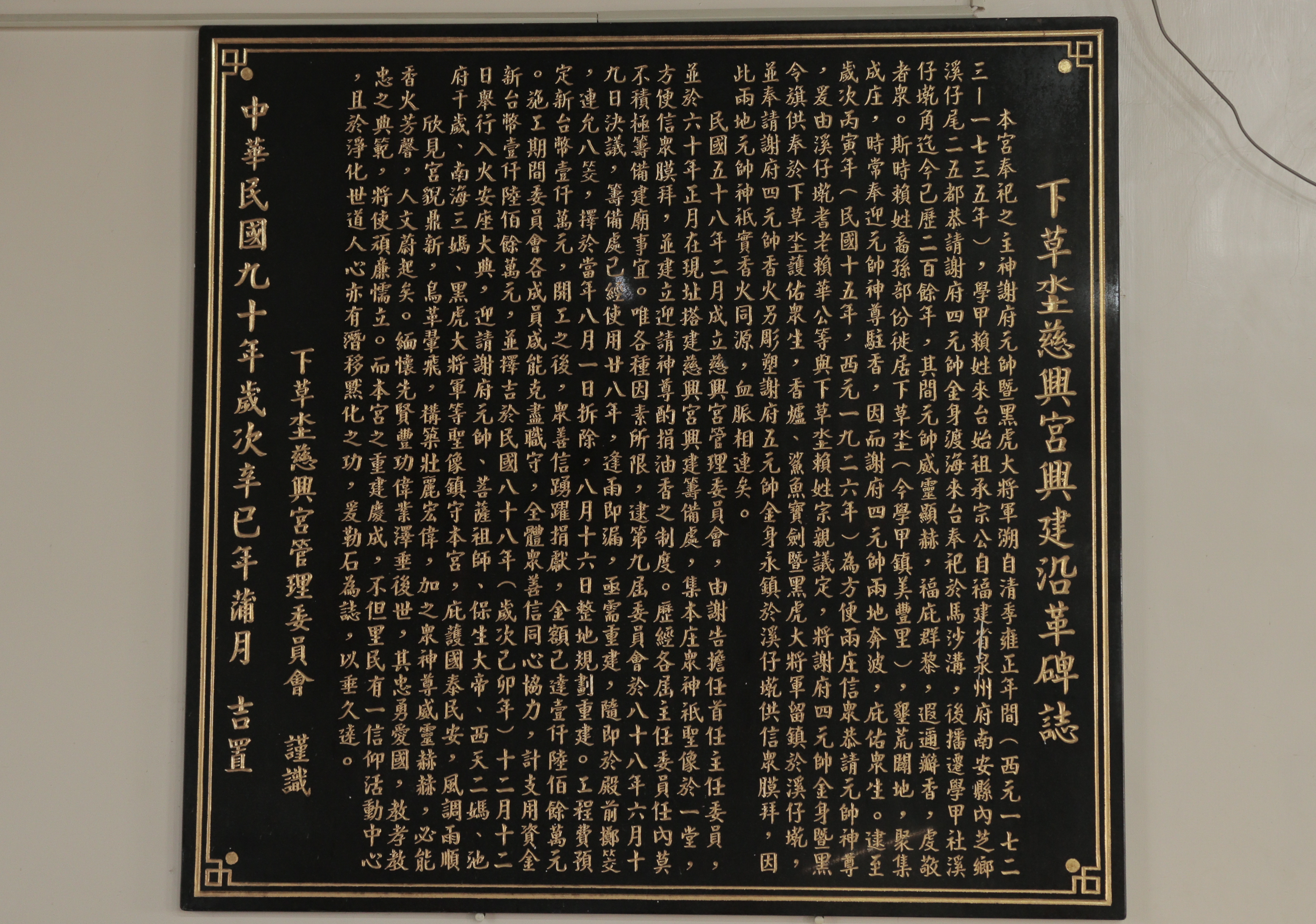
沿革紀念碑

溪仔墘庄內的幾個聚落，都有請宮廟神祇金身回家奉祀的習俗，慈興宮為方便信眾迎請神尊回家保家庭鎮宅，於是建立請神尊酌捐香油制度，此一制度同時也減輕建廟基金籌湊的負擔。
一般的宮廟在主神龕上方皆有設置萬年燈，並且此燈一開始啟用後即永不熄滅，同時也必須經常保持明亮，用以表示神庥永被生生不息之意。而較傳統的廟宇會以酥油燈或者較長的燭燈做為萬年燈，然下草坔慈興宮的萬年燈是以日光燈取代，這在廟宇中是較少見的現象。 

## 圖集

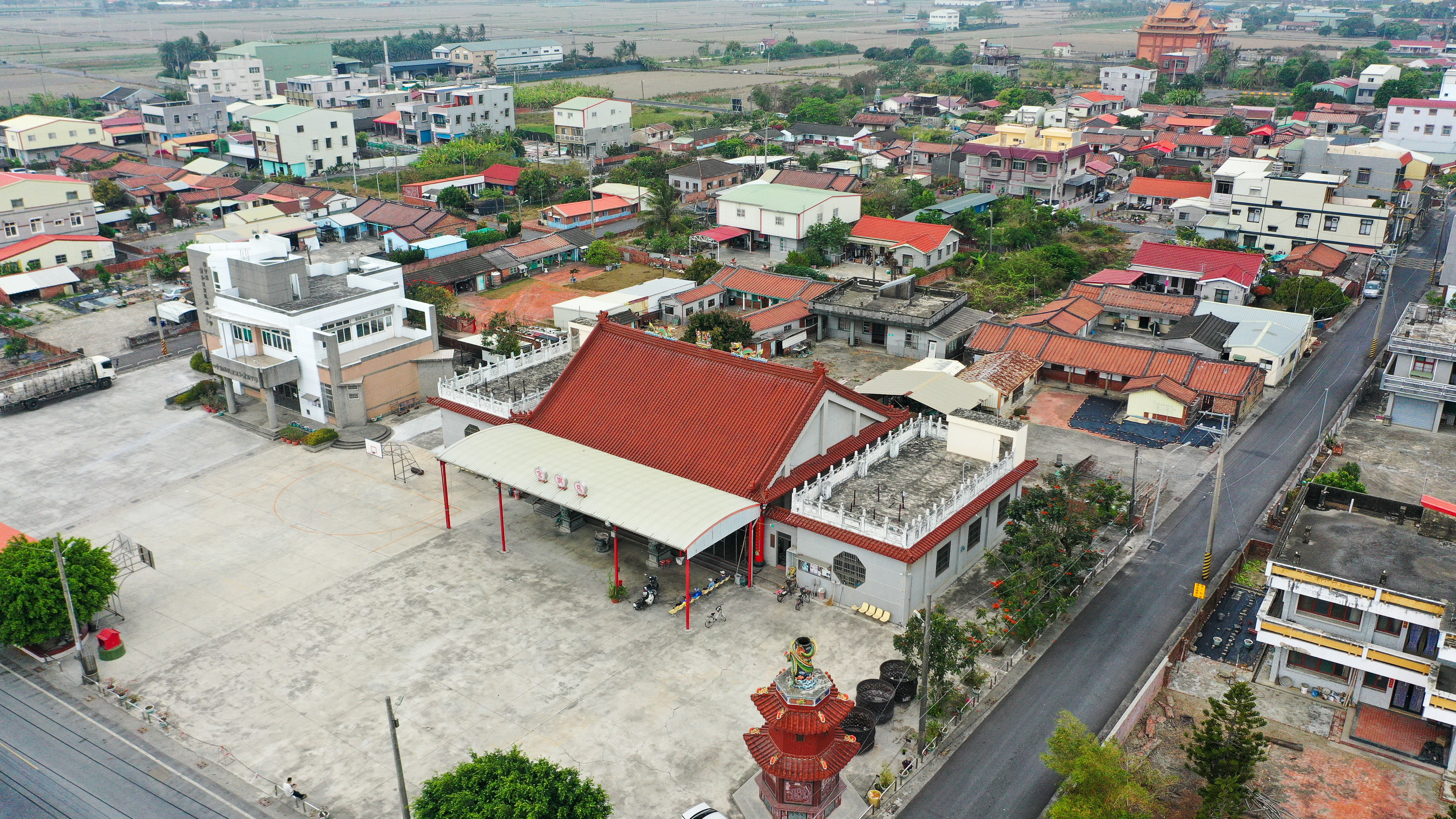
鳥瞰照片
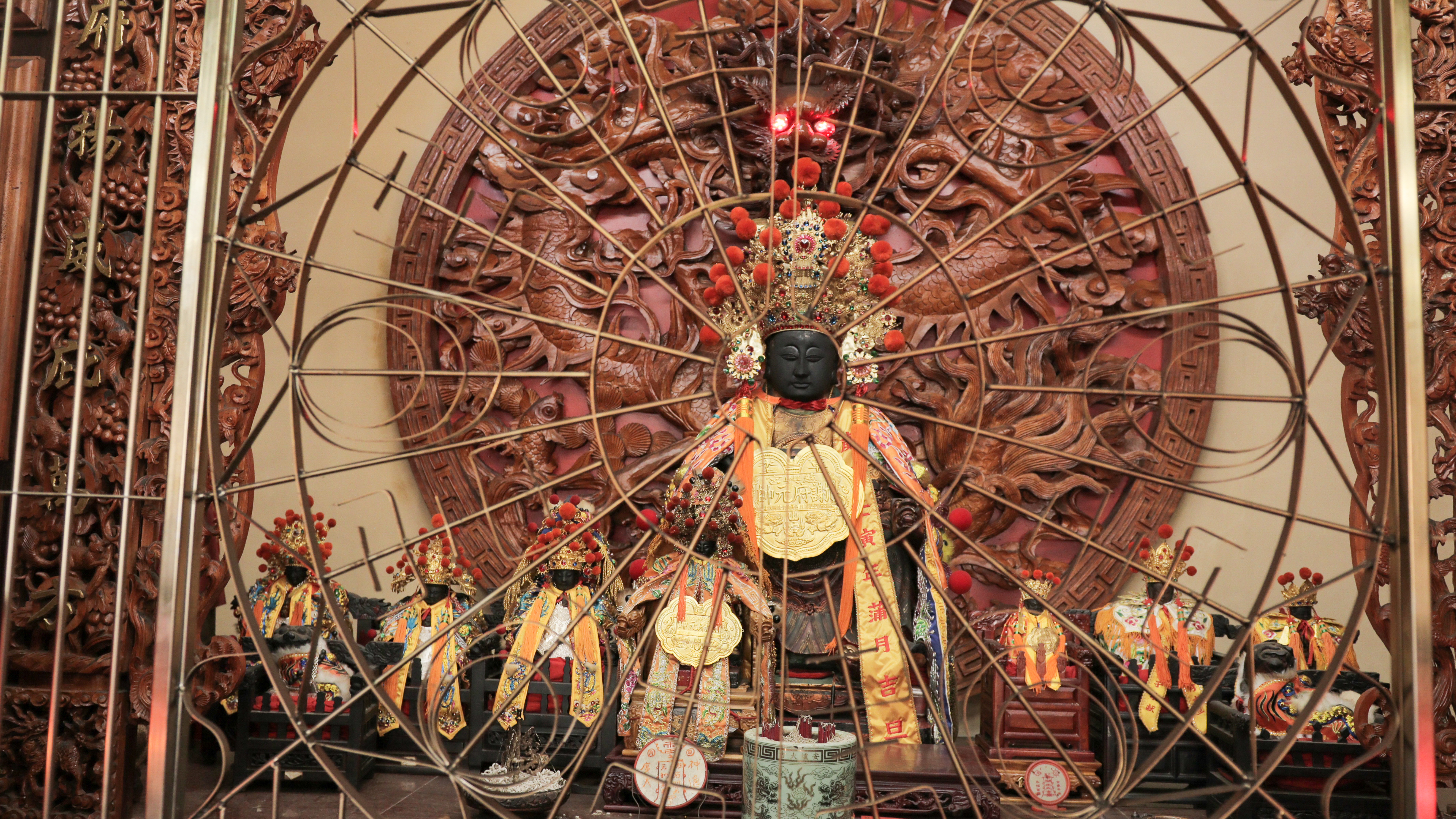
神龕
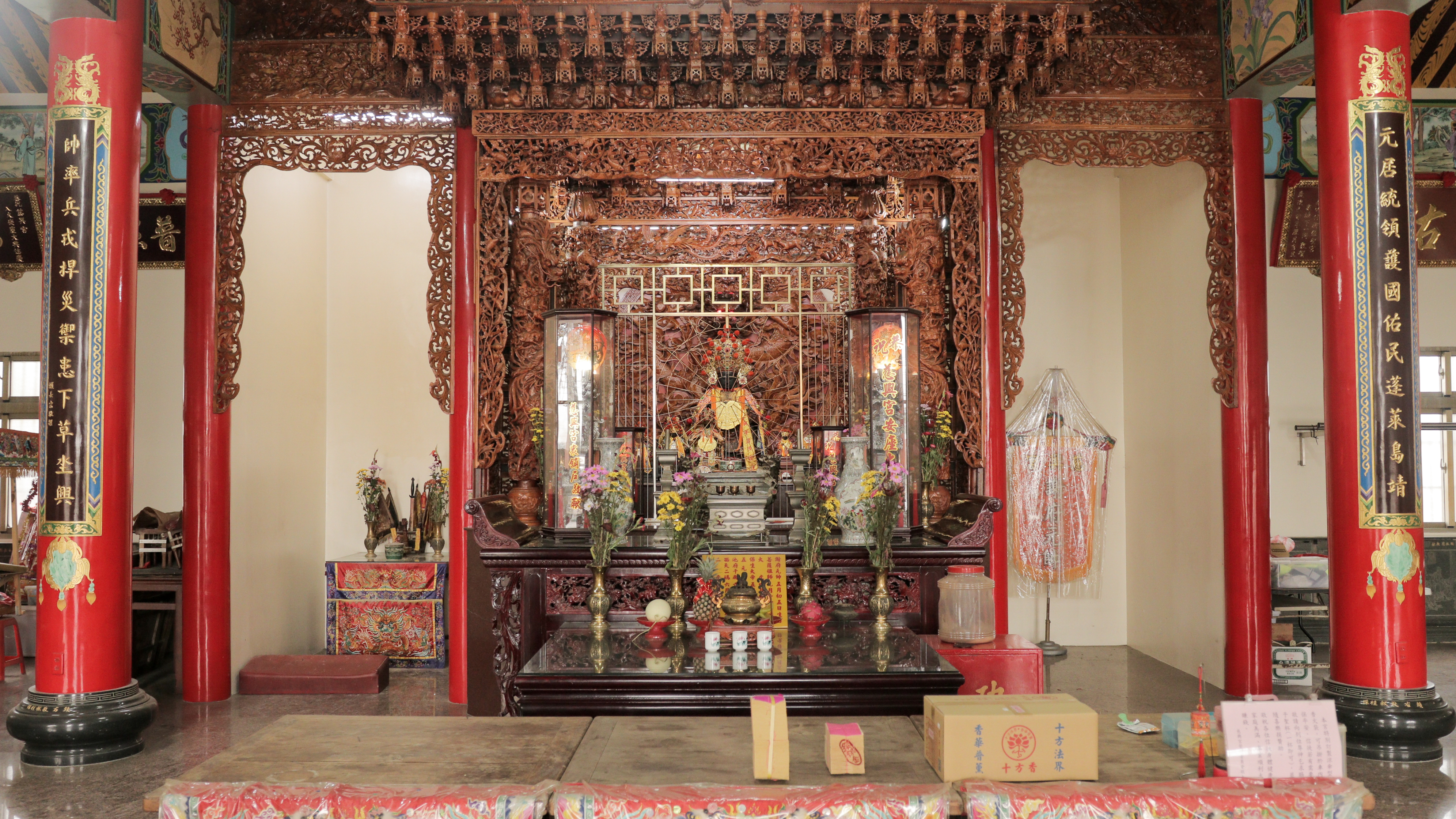
拜廳
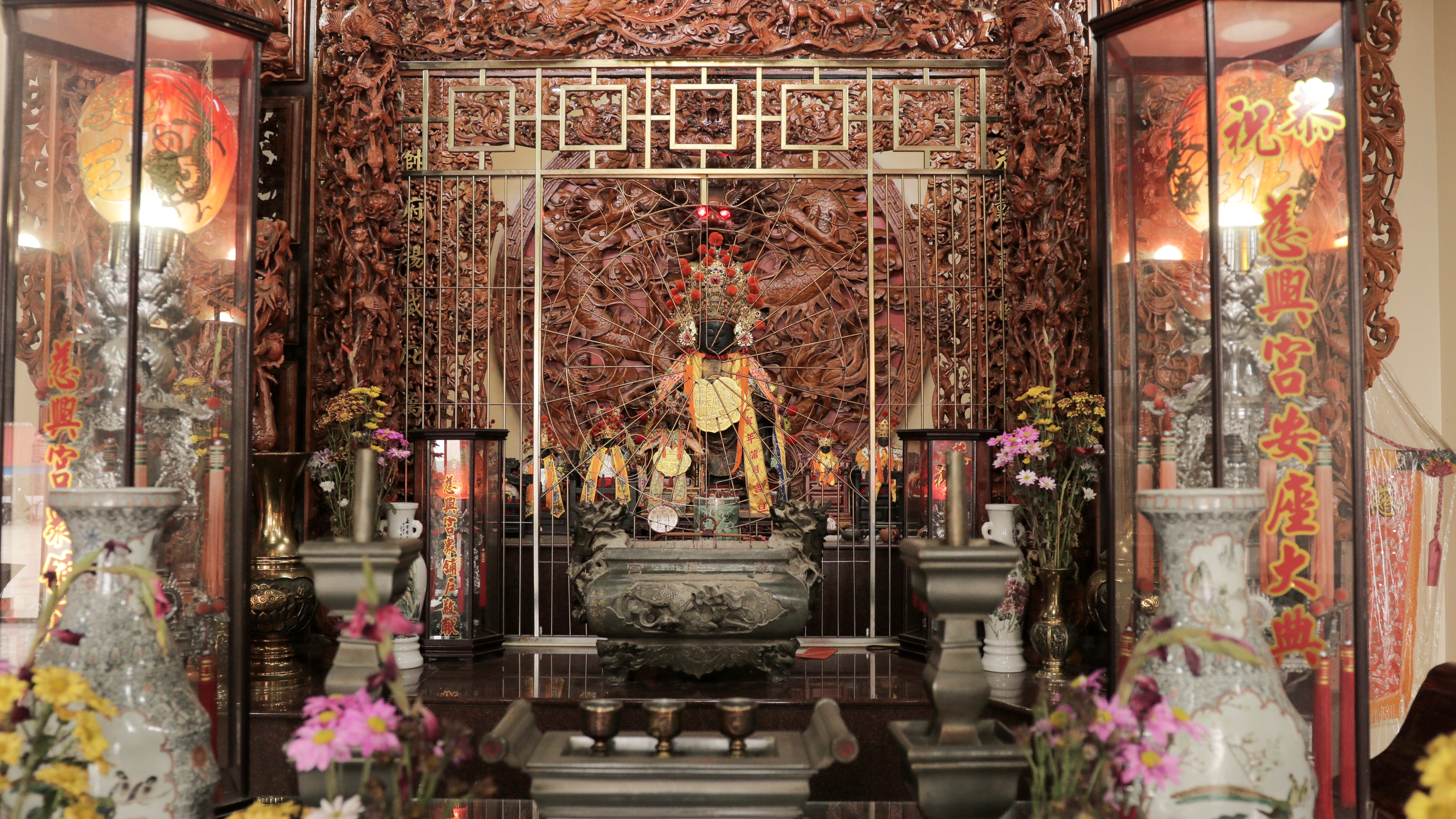
主祀及眾神祇
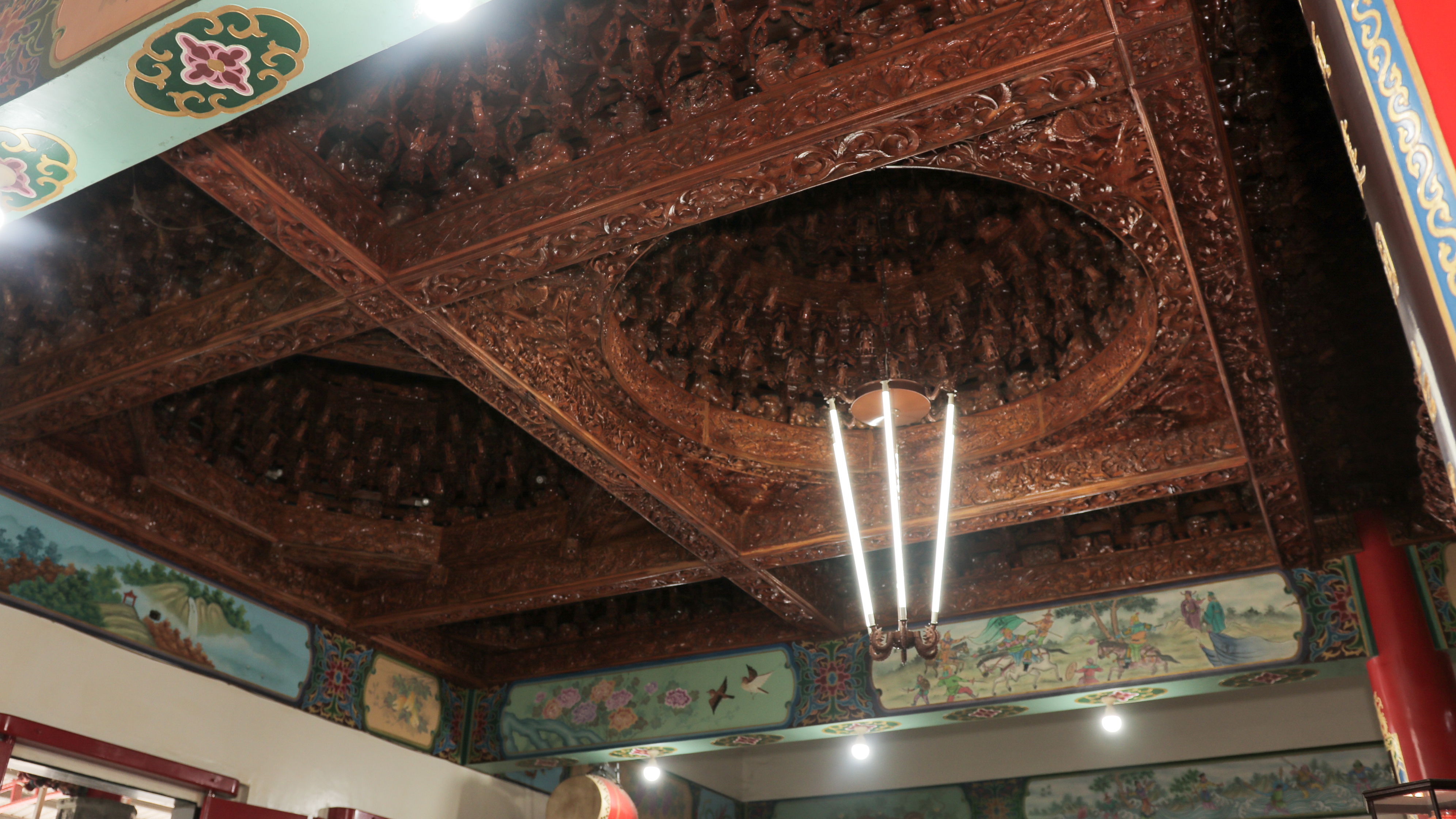
萬年燈
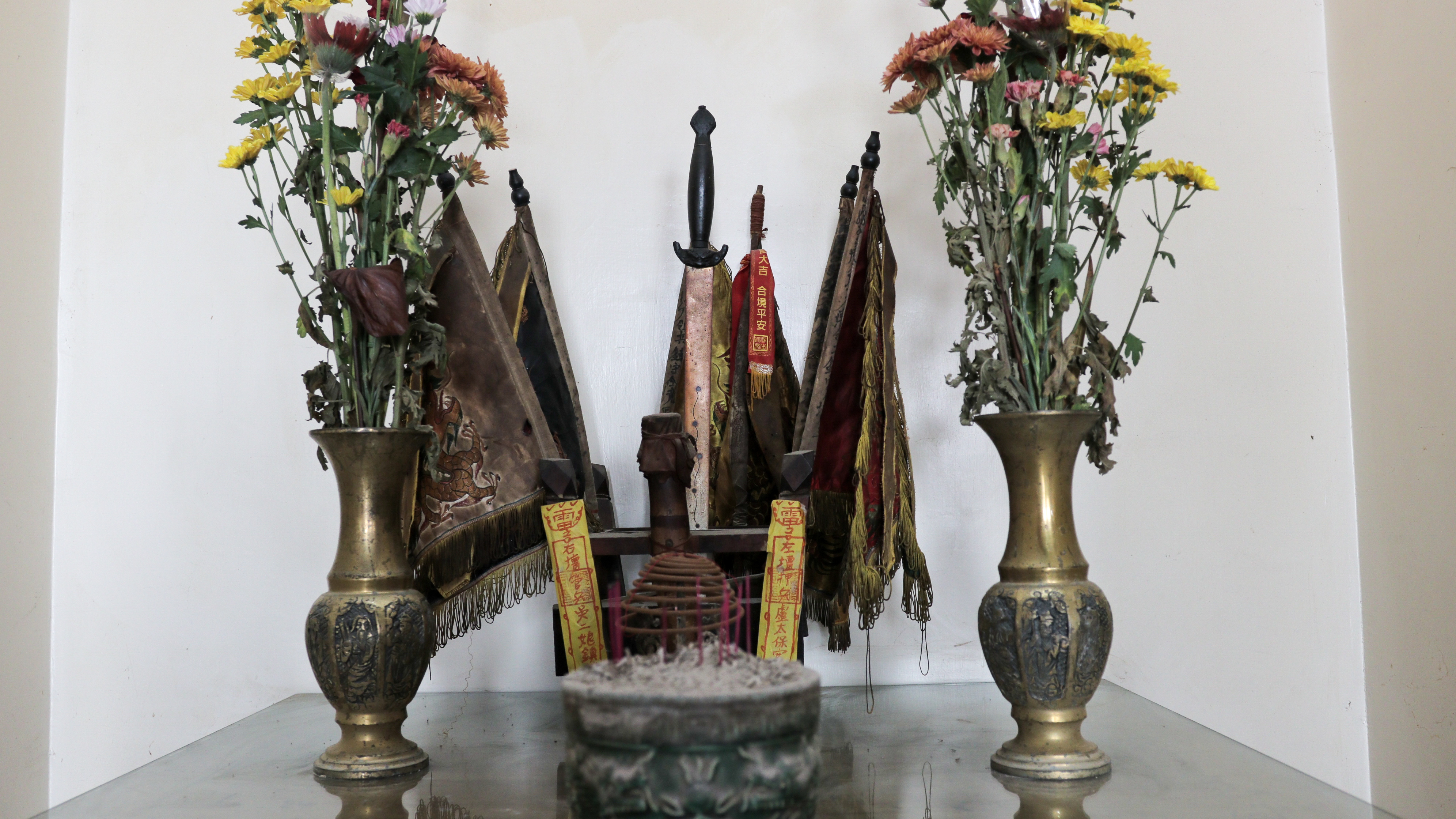
五營神將